# Severine Casse
Severine Casse, född 1805, död 1898, var en dansk kvinnosakspolitiker. Hon var ordförande för Dansk Kvindesamfund mellan 1871 och 1872. Hon var engagerad i frågan om en gift kvinnas rätt att förfoga över sin egendom. 